# Фердінандо Неллі Феросі
Фердінандо Неллі Феросі (італ. Ferdinando Nelli Feroci; нар. 18 грудня 1946, Піза) — італійський дипломат та офіційний представник ЄС. Нетривалий час займав посаду Комісара з промисловості та підприємництва у 2014 році.
Фердінандо Неллі Феросі вивчав міжнародне право в Пізанському університеті, який закінчив у 1970 році і спеціалізується на міжнародних відносинах. Поступив на дипломатичну службу в 1972 році. Працював у представництвах Італії в Організації Об'єднаних Націй, Алжирі, Франції та Китаї. З 1998 року працював в міністерстві закордонних справ Італії, останнім часом — главою кабінету міністра закордонних справ у 2006—2008 рр. Потім він був до 2013 року був постійним представником Італії в Європейському Союзі. У 2014 році він нетривалий час займав посаду Комісара з промисловості та підприємництва в Другій Комісії Баррозу.